# Krtinovica
Krtinovica este o localitate din comuna Sežana, Slovenia, cu o populație de 8 locuitori.